# Mofletta
La mofletta (hébreu : מופלטה), également mufleta, mofleta, moufleta, etc., est une crêpe juive séfarade traditionnellement consommée pendant la célébration de la mimouna, le lendemain de la Pâque (Pessa'h).

## Description
La mofletta est une crêpe fine faite d'eau, de farine et d'huile. La pâte est étalée et cuite dans une poêle graissée jusqu'à ce qu'elle soit de couleur jaune-brun. Elle est servie généralement chaude, garnie de beurre, de miel, de sirop, de confiture, de noix, de pistaches ou de fruits secs,.

## Origine
La fête de mimouna, apportée en Israël par les communautés juives d'Afrique du Nord, notamment du Maroc et d'Algérie, est célébrée immédiatement après la Pâque. Dans la soirée, un festin de fruits, de confiseries et de pâtisseries est mis en place pour les voisins et les visiteurs et la mofletta est traditionnellement l'un des plats.